# مرکز شهر هلسینکی

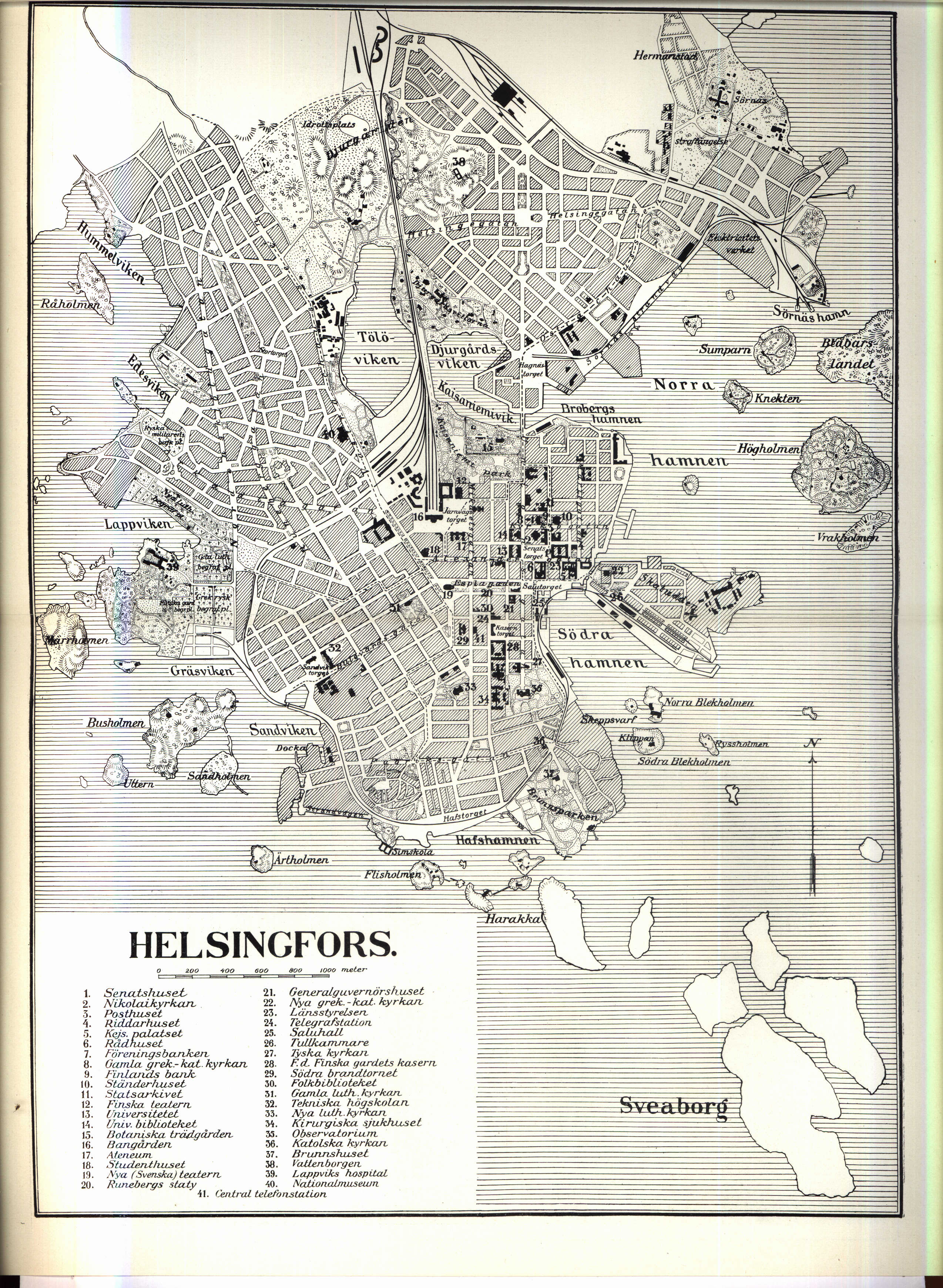
نقشه مرکز شهر هلسینکی در اوایل قرن بیستم قبل از الحاق در سال ۱۹۰۶. منطقه شهری به تولوی بالا در شمال غربی و واللیلا در شمال شرقی ختم می‌شود که در آن سوی حومه شهر قرار دارد.

مرکز شهر هلسینکی (فنلاندی: Helsingin kantakaupunki، سوئدی: Helsingfors innerstad) در ابتدا به منطقه متعلق به شهر هلسینکی، فنلاند قبل از الحاق بزرگ در ۱ ژانویه ۱۹۴۶ اشاره داشت. پس از الحاق، نام‌های «مرکز هلسینکی» و «منطقه الحاقی» استفاده شد که منطقه هلسینکی بزرگ را با هم تشکیل دادند.

## پیشینه
در طول سال‌ها، استفاده از اصطلاح «منطقه الحاقی» کاهش یافت و مرزهای مرکز شهر مبهم‌تر شد. معنای اصطلاحی مرکز شهر به این بستگی داشت که خود گوینده چگونه آن را درک کند.
غالباً مرکز شهر هلسینکی به معنای بخشی از شهر است که توسط شبکه تراموا هلسینکی (که امروزه فقط به مونکنیمی در خارج از مرکز شهر خدمت می‌کند) مورد پوشش قرار می‌گیرد. یکی دیگر از تعریف‌های رایج مرکز شهر، بخشی از شهر است که خانه‌ها در ارتباط محکم با یکدیگر و با حیاط‌های داخلی محصور ساخته شده‌اند. تعریف سوم منطقه ای است که بزرگراه‌های منتهی به حومه شهر به آن ختم می‌شوند. حتی در دهه ۱۹۶۰ مرز شمالی مرکز شهر تا حدودی به وضوح توسط لبه شمالی مناطق ساخته شده می‌لاهتی، لااکسو و واللیلا مشخص شد، اما برای مثال کپوله حتی قبل از الحاق، به هلسینکی تعلق داشت، اما از شهر جدا شده بود. در ادامه مناطق پاسیلا و پیککوهووپالاهتی به‌عنوان بخشی از مرکز شهر ساخته شدند و مرز را مبهم‌تر کردند.
قبلاً در دهه ۱۹۵۰ منطقه جزیره سوئومن‌لینا (منطقه ۵۲) از نظر آماری به عنوان بخشی از مرکز شهر به حساب می‌آمد. لاوتتاساری (منطقه شماره ۳۱) نیز چنین حالتی دارد.
در اوایل سال ۲۰۱۴، ۱۰۶۲۰۱ نفر در ناحیه اصلی جنوبی هلسینکی ساکن بودند.
جمعیت شبه جزیره هلسینکی در سال ۱۹۶۷ حدود ۳۰۰۰۰۰ نفر بود و در سال ۲۰۰۶ تقریباً نیمی از آن کاهش یافت و به ۱۷۰۰۰۰ نفر رسید. این کاهش جمعیت ناشی از نوسازی آپارتمان‌ها برای استفاده اداری بود و با وجود اینکه بسیاری از خانواده‌ها در دهه ۱۹۶۰ در آپارتمان‌های کوچک در مرکز شهر زندگی می‌کردند، بسیاری از آنها پس از آن به آپارتمان‌های بزرگ‌تر در شهرهای مجاور اسپو، وانتا و کاونیاینن نقل مکان کردند. . آپارتمان‌های هلسینکی نیز امروزه کمتر مورد استفاده قرار می‌گیرند، برای مثال در حالی که یک آپارتمان معمولی یک خوابه در کاللیو قبلاً خانه چهار نفر بود، امروزه حتی یک آپارتمان دو خوابه ممکن است تنها توسط یک فرد مجرد استفاده شود.

## مرکز شهر
زیر مجموعه‌های هلسینکی در سال ۱۹۸۴ مورد استفاده قرار گرفت. از نظر آماری تقسیم‌بندی زیر از دهه ۱۹۶۰ تا ۱۹۸۴ رسماً آغاز شد:

### مرکز تجاری مرکزی
۱ کرونون‌هاکا
۲ کلووی
۳ کارتینکااوپونکی
۴ کامپی
۵ پوناووری

#### مرکز جنوبی
۶ ایرا
۷ اولانلینا
۸ کاتایانوککا
۹ کایووپوئیستو
۲۰ لنسی‌ساتاما
۲۰:۱روهولاهتی
۵۲ سوئومن‌لینا
۵۳:۱ لنسی‌سارت

### مرکز غربی
۱۳ تولوی بالا (هلسینکی)
۱۴ تولوی پائین (هلسینکی)
۱۵ می‌لاهتی
۱۶ روسکیاسوو
۱۷ پاسیلا
۱۸ لااکسو

### مرکز شرقی
۱۰ سرنینن
۱۱ کاللیو
۱۲آلپ‌پیهاریو
۱۹ موستیکاما–کرکئاساری
۲۱ هرماننی
۲۲ واللیلا

### مرکز شمالی
۲۳ تواوکولا
۲۴ کومپولا
۲۵ کپوله
۲۶ کسکلا
۲۷ وانهاکاوپونکی

## حومه شهر

### حومه غربی
۲۹ هاگا
۳۰ مونکنیمی
۳۱ لاوتتاساری
۳۲ کنالا
۳۳ کارلا
۴۶ پیتینمکی

### حومه شمالی
۲۸ اولونکوله
۳۴ پاکیلا
۳۴:۱ پالوهینه
۳۵ تواومارینکوله

### حومه شمال شرقی
۳۶ ویککی
۳۷ پوکینمکی
۳۸ مالمی
۳۹ تاپانین‌کوله
۴۰ سواوتاریلا
۴۱ سورمتسه

### حومه شرقی
۴۲ کولساری
۴۳ هرتتونیمی
۴۴ تاممیسالو
۴۵ وارتیوکوله
۴۷ مللون‌کوله
۴۸ وارتیوساری
۴۹ لایاسالو
۵۰ ویللینکی
۵۱ سانتاهامینا
۵۳:۲ ایتاسارت
۵۴ واوساری